# Cortinarius armeniacus
Cortinarius armeniacus (Jacob Christian Schäffer, 1774 ex Elias Magnus Fries, 1838) a încrengăturii Basidiomycota, din familia Cortinariaceae și de genul Cortinarius este o ciupercă necomestibilă doar rar întâlnită care coabitează, fiind un simbiont micoriza (formează micorize pe rădăcinile arborilor). Un nume popular nu este cunoscut. În România, Basarabia și Bucovina de Nord, se dezvoltă de la câmpie la munte în grupuri pe sol acru, în păduri de conifere și prin plantații de rășinoase sub molizi. Timpul apariției este din (august) septembrie până în octombrie (noiembrie).

## Taxonomie

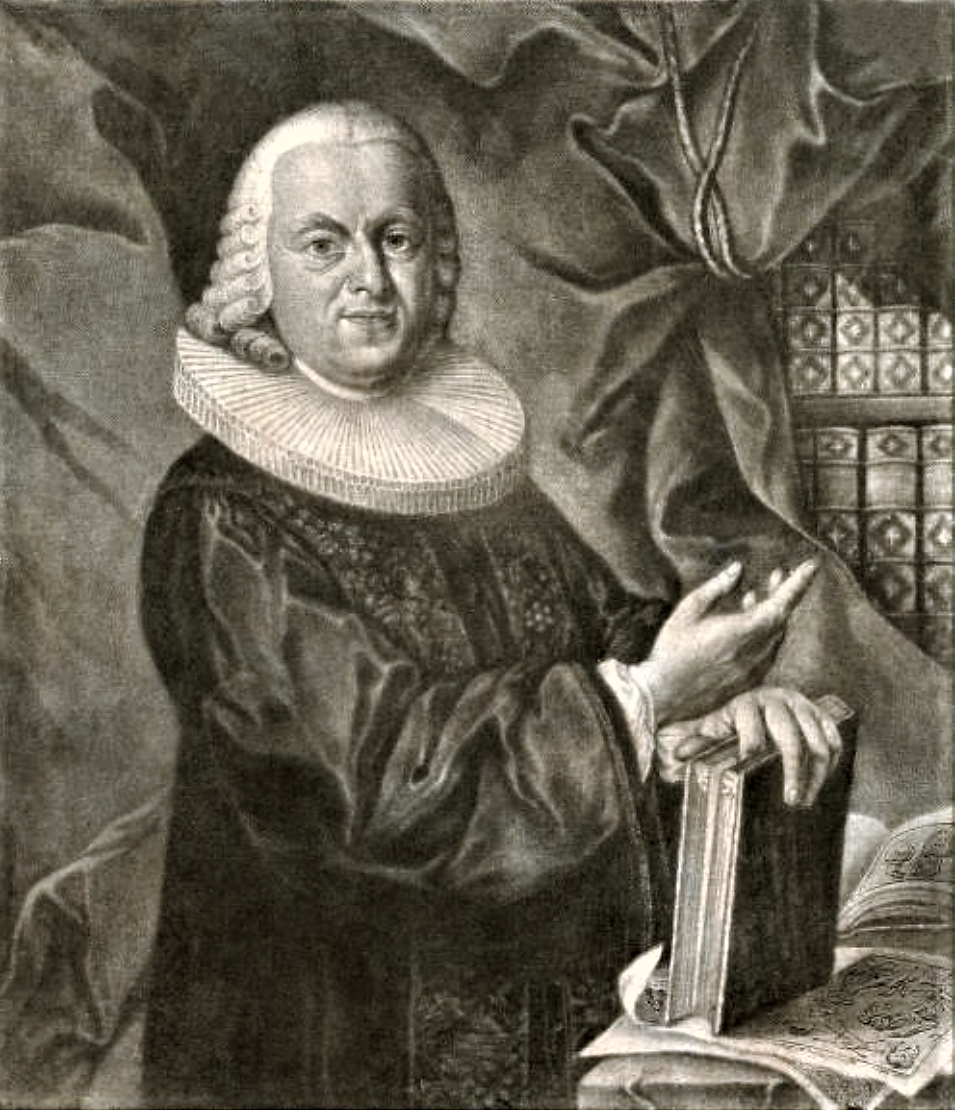
Jacob Chr. Schäffer

Numele binomial a fost determinat drept Agaricus armeniacusus de faimosul savant german Jacob Christian Schäffer, în volumul 4 al marii sale opere Fungorum qui in Bavaria et Palatinatu circa Ratisbonam nascuntur Icones, nativis coloribus expressae din 1774.
Apoi, în 1838, renumitul savant suedez Elias Magnus Fries a transferat specia la genul Cortinarius sub păstrarea epitetului, de verificat în in cartea sa Epicrisis systematis mycologici, seu synopsis hymenomycetum, fiind și numele curent valabil (2022).
Taxoni obligatori sunt Agaricus castaneus al micologului german August Batsch din 1783 și Hydrocybe armeniaca  al compatriotului său Friedrich Otto Wünsche din 1877, ultimul bazând pe descrierea lui Schäffer.
Toate celelalte încercări de redenumire sunt de asemenea acceptate, dar pot fi neglijate, nefiind folosite, cu excepția variației (vezi infocaseta).
Epitetul specific este derivat din adjectivul latin ({{la|armeniacus=armenian), referindu-se la podișul Armeniei. Motivul pentru această denumire nu este de determinat.

## Descriere
- Pălăria: are un diametru între 2,5-7 (9) cm, este destul de subțire, puternic higrofană, la început aproape emisferică, apoi convexă și în sfârșit aplatizată cu marginile răsucite spre sus, prezentând o cocoașă largă și tocită mai mult sau mai puțin proeminentă. Cuticula relativ neted-mătăsoasă, umedă și lucioasă, cu zone diferit rotunde schimbă coloritul depinde de vreme: astfel este palid ocru pe vreme uscată, dar brun-roșiatic, ocru-maroniu, brun-portocaliu sau de culoarea caiselor la umezeală. În tinerețe poartă uneori franjuri albe la margine, resturi ale vălului parțial.
- Lamelele: subțiri și nu prea aglomerate, cu lameluțe intercalate și bifurcate, drepte, dar la bătrânețe bombate, sunt strâns aderate la picior, aproape decurente, fiind învăluite la început de o cortină formată din fibre fine ca păienjeniș de culoare albă, fragment al vălului parțial. Coloritul inițial brun-gălbui, devine apoi ruginiu până brun de scorțișoară.  Muchiile cu avansarea în vârstă zimțate sunt ceva mai deschise în culoare.
- Piciorul: destul de gros cu o lungime de 5-8 (10) cm și un diametru de 1-2 cm este robust și fibros, plin pe dinăuntru, ceva dilatat fusiform, lărgindu-se spre bază. Coloritul este alb până crem murdar sau bej deschis, nu rar afectat de pulberea ruginie a sporilor. Prezintă ocazional o zonă inelară albicioasă și lânoasă, de asemenea rest al vălului.
- Carnea: de un colorit alb până palid ocru, ocazional cu o tentă roșiatică este subțire și destul de fibroasă, mirosul fiind aproape imperceptibil, slab amăriu, rar ceva de ridiche și gustul blând.[3][4]
- Caracteristici microscopice: are spori colorați palid ocru, tare dextrinoizi, sub-elipsoidali în formă de prună cu un apicol, fin punctați negricios pe suprafață, măsurând 6 (7,5)-8 (9,5) × 4 (4,5)-5 (6) microni. Pulberea lor este ruginie. Basidiile clavate cu 4 sterigme fiecare au o dimensiune de 25-30 x 7-8 microni. Cistidele (elemente sterile situate în stratul himenal sau printre celulele din pielița pălăriei și a piciorului, probabil cu rol de excreție) sunt de aceiași dimensiune și în formă de măciucă cu vârfuri rotunjite. Pileocistidele (elemente sterile de pe suprafața pălăriei) au o lățime de 15 µm, fiind pigmentați galben.[10][11]
- Reacții chimice: nu sunt cunoscute.[12]

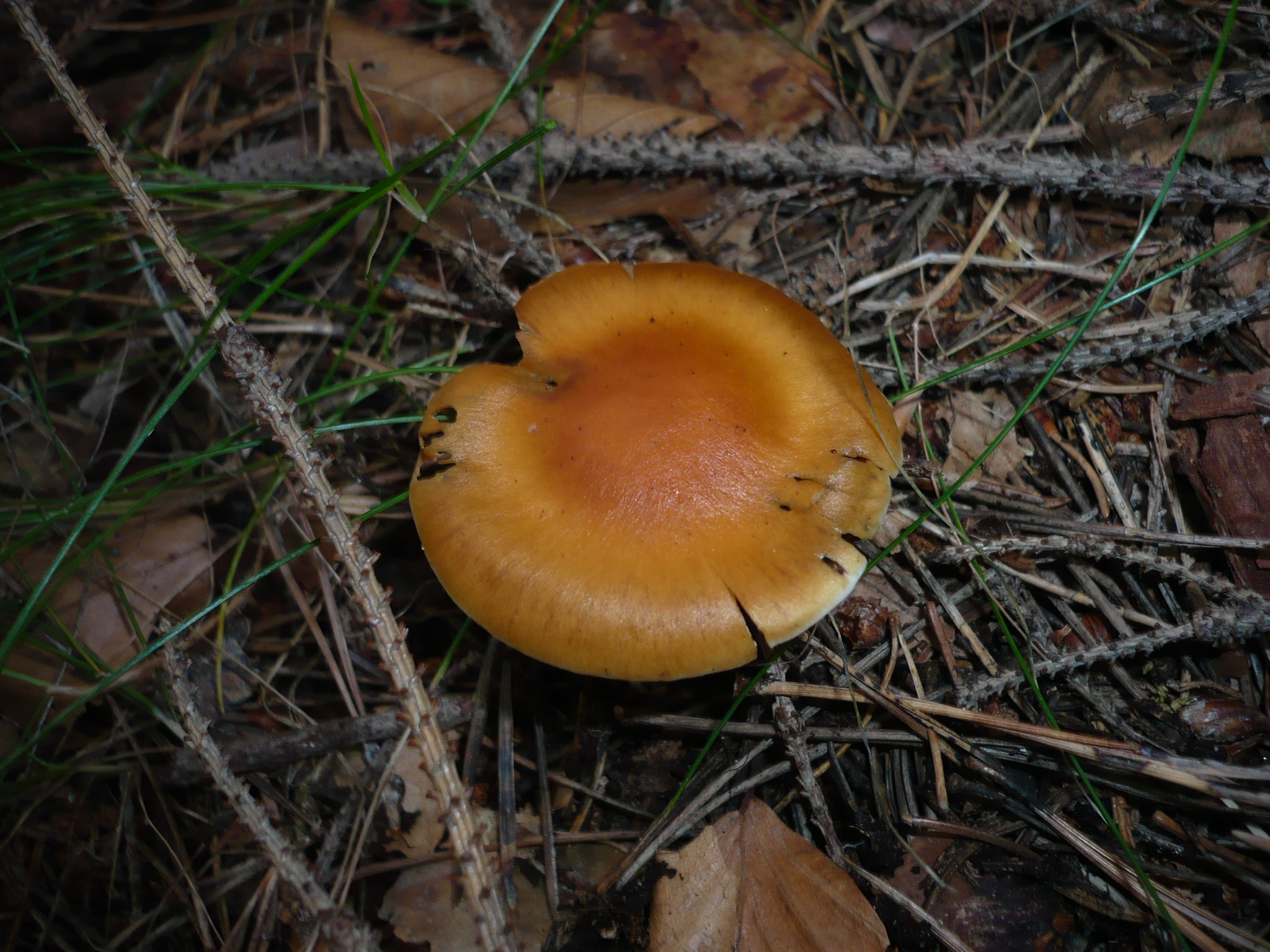
C. armeniacus, pălărie
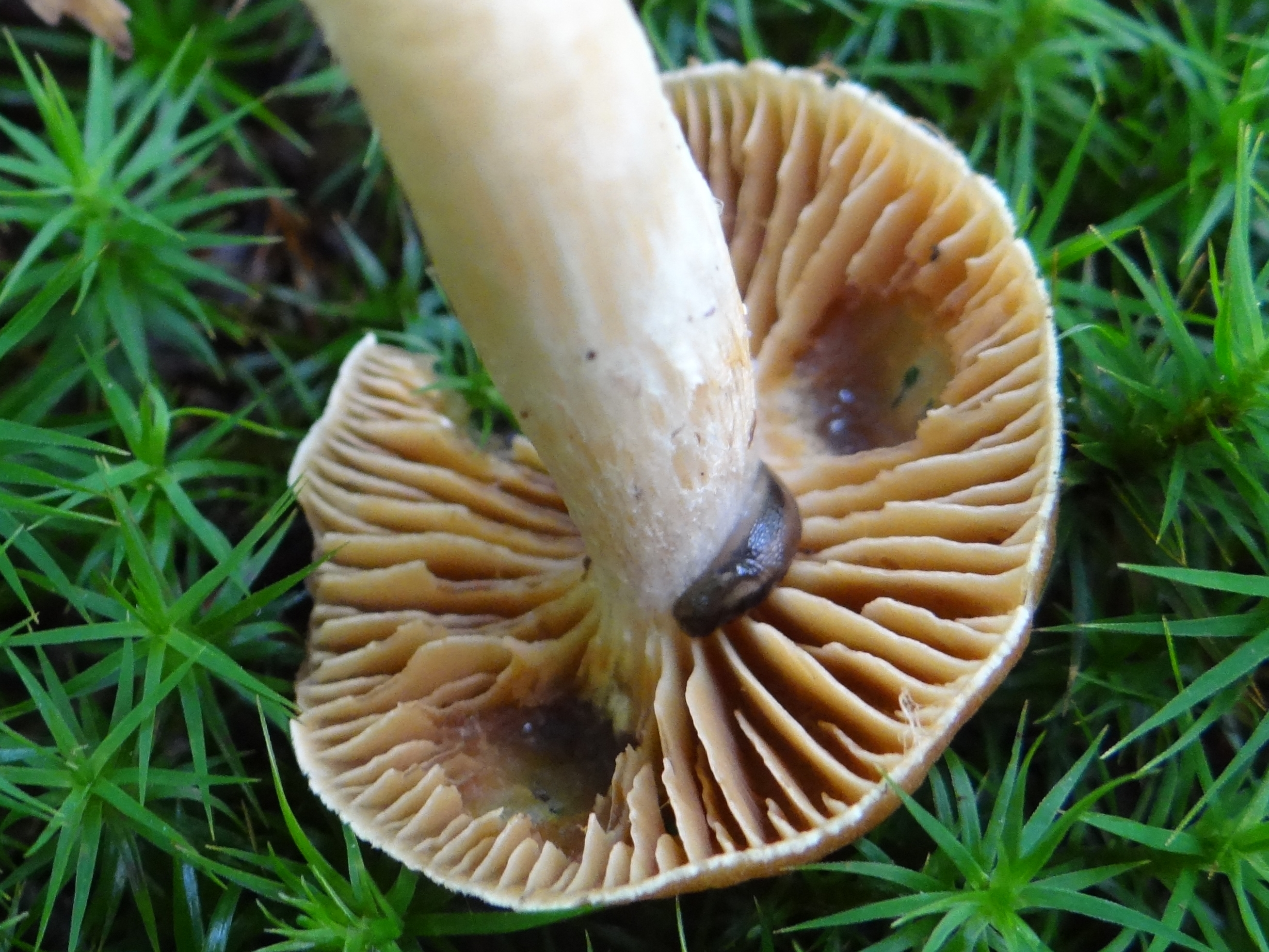
C. armeniacus, lamele și picior

## Confuzii
Specia poate fi confundată de exemplu cu Cortinarius anthracinus (necomestibil), Cortinarius balaustinus (comestibil), Cortinarius bovinus (necomestibil), Cortinarius cagei sin. Cortinarius bicolor (necomestibil), Cortinarius casimirii (necomestibil), Cortinarius cinnabarinus (otrăvitor), Cortinarius cinnamomeus (otrăvitor), Cortinarius croceus (otrăvitor), Cortinarius damascenus (necomestibil), Cortinarius duracinus (necomestibil) + imagini Arhivat în 30 decembrie 2022, la Wayback Machine.,Cortinarius laniger (necomestibil), Cortinarius malachius (necomestibil), Cortinarius obtusus (necomestibil), Cortinarius poppyzon (necomestibil), Cortinarius rigens (necomestibil), Cortinarius subbalaustinus (necomestibil), Cortinarius triformis (necomestibil), sau Cortinarius uraceus (necomestibil).

## Specii asemănătoare în imagini

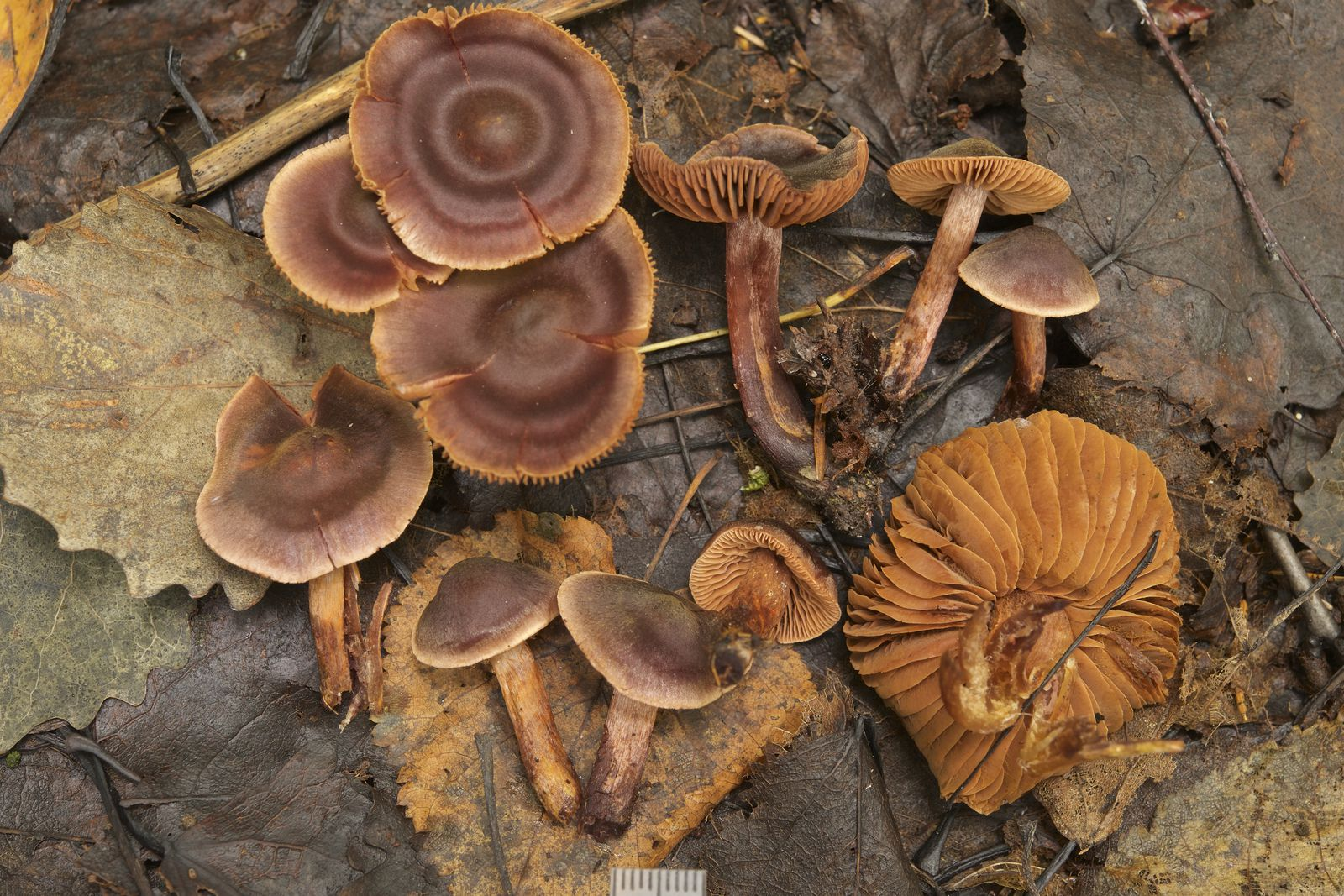
!Cortinarius anthracinus!
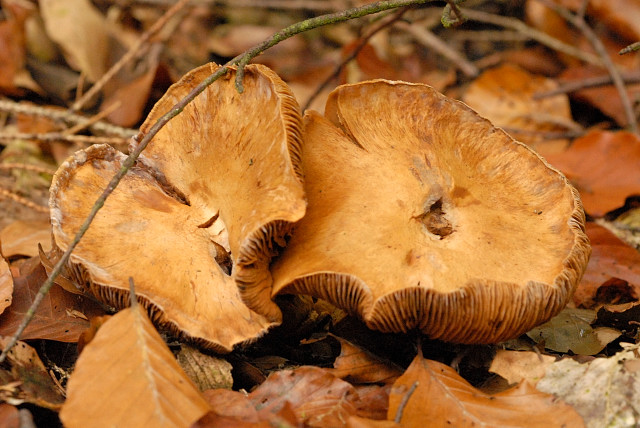
Cortinarius balaustinus
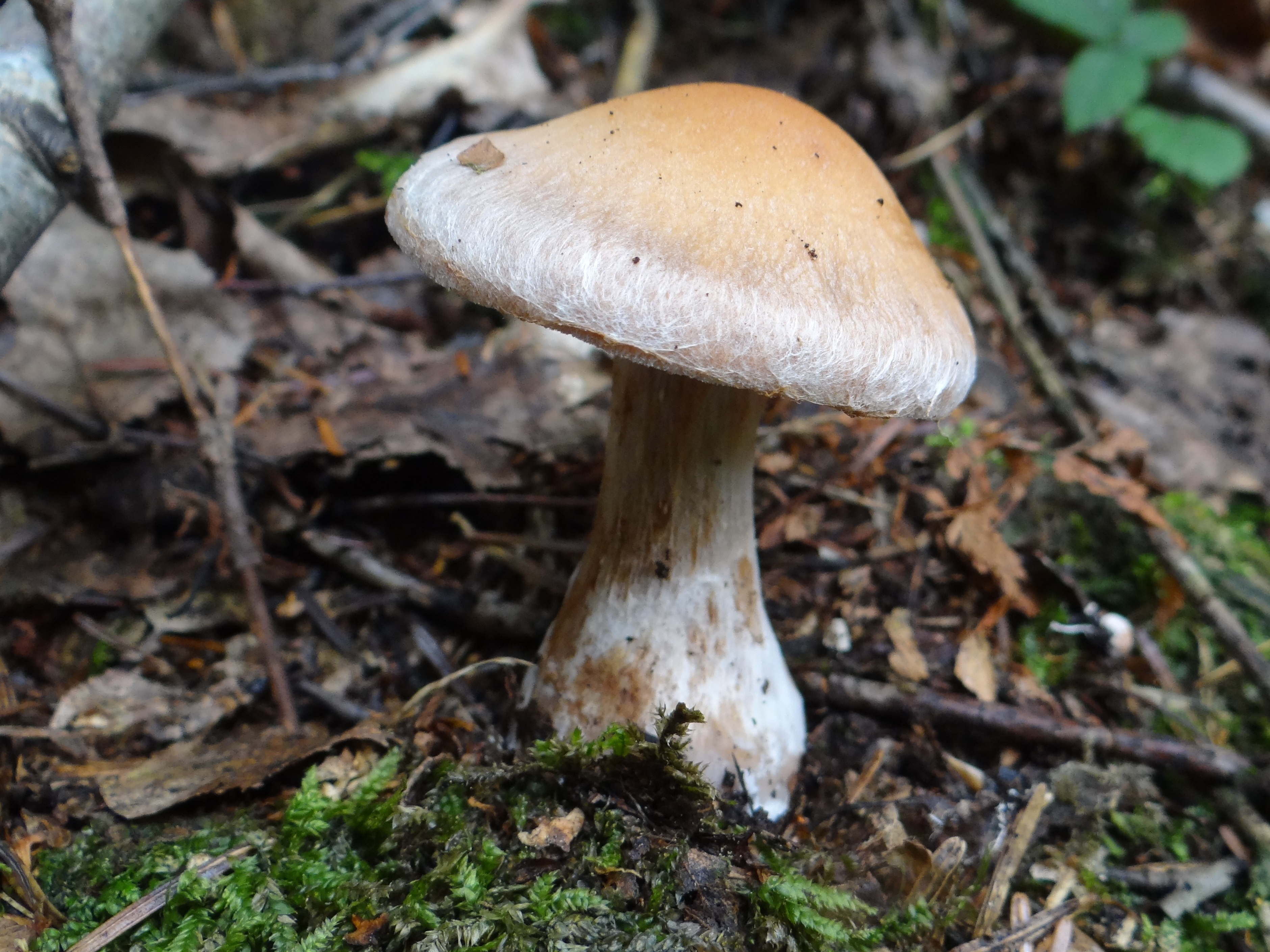
!Cortinarius bovinus!
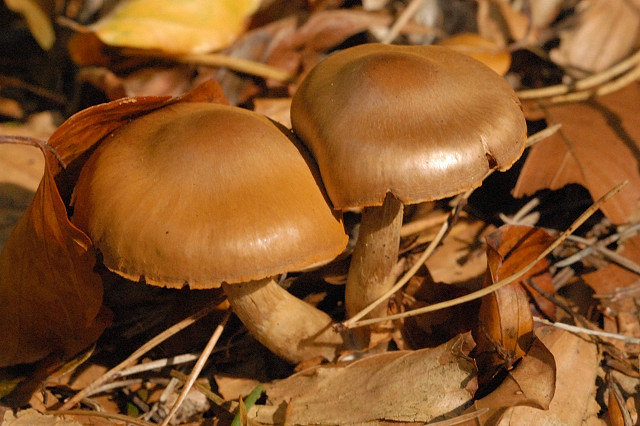
!Cortinarius cagei!
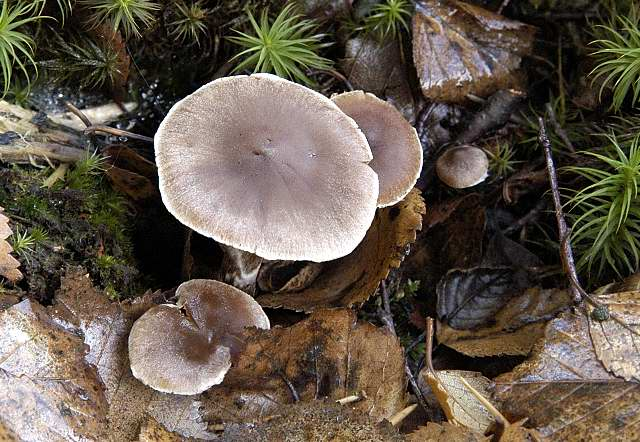
!Cortinarius casimirii!
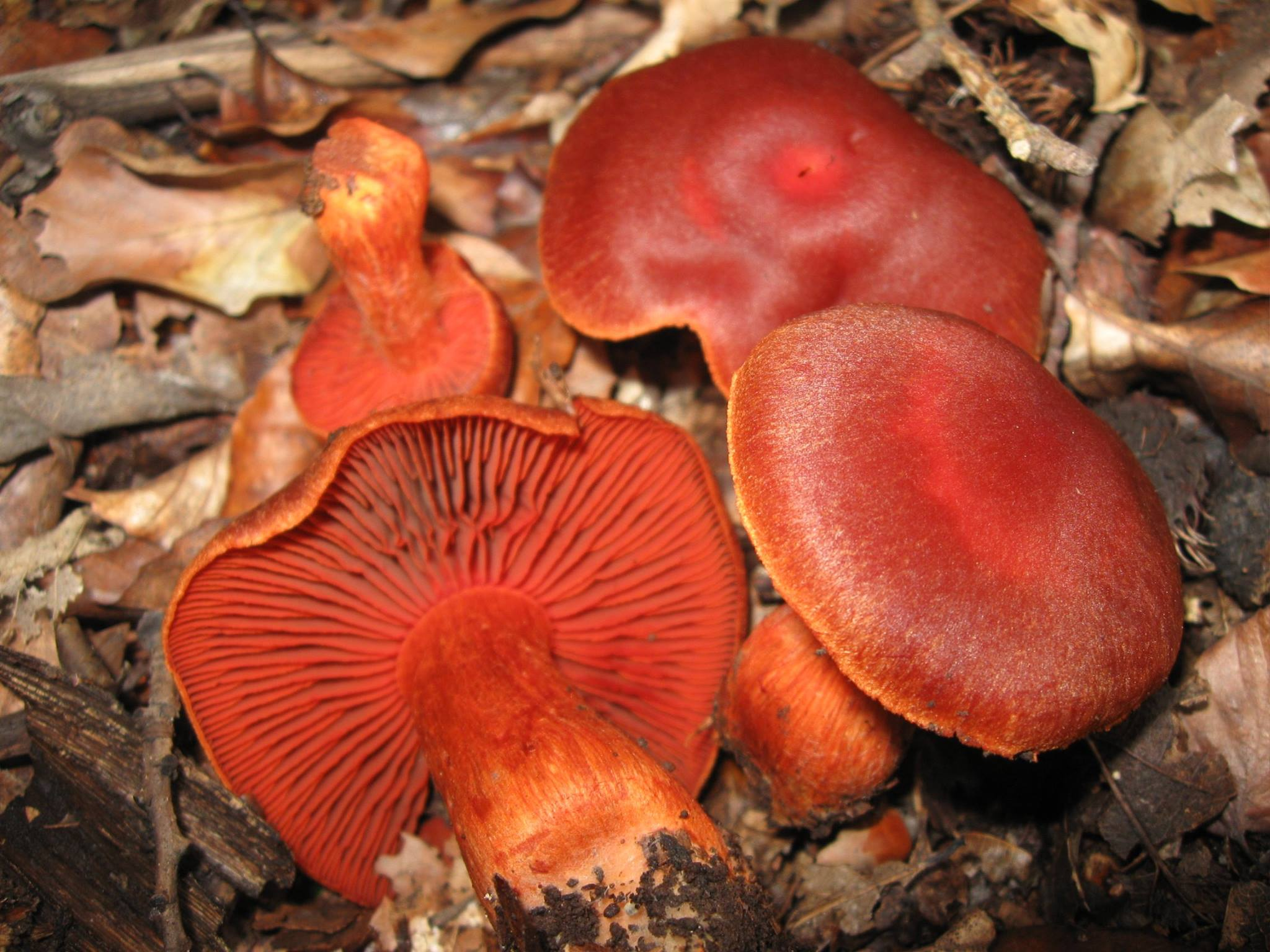
!!Cortinarius cinnabarinus!!

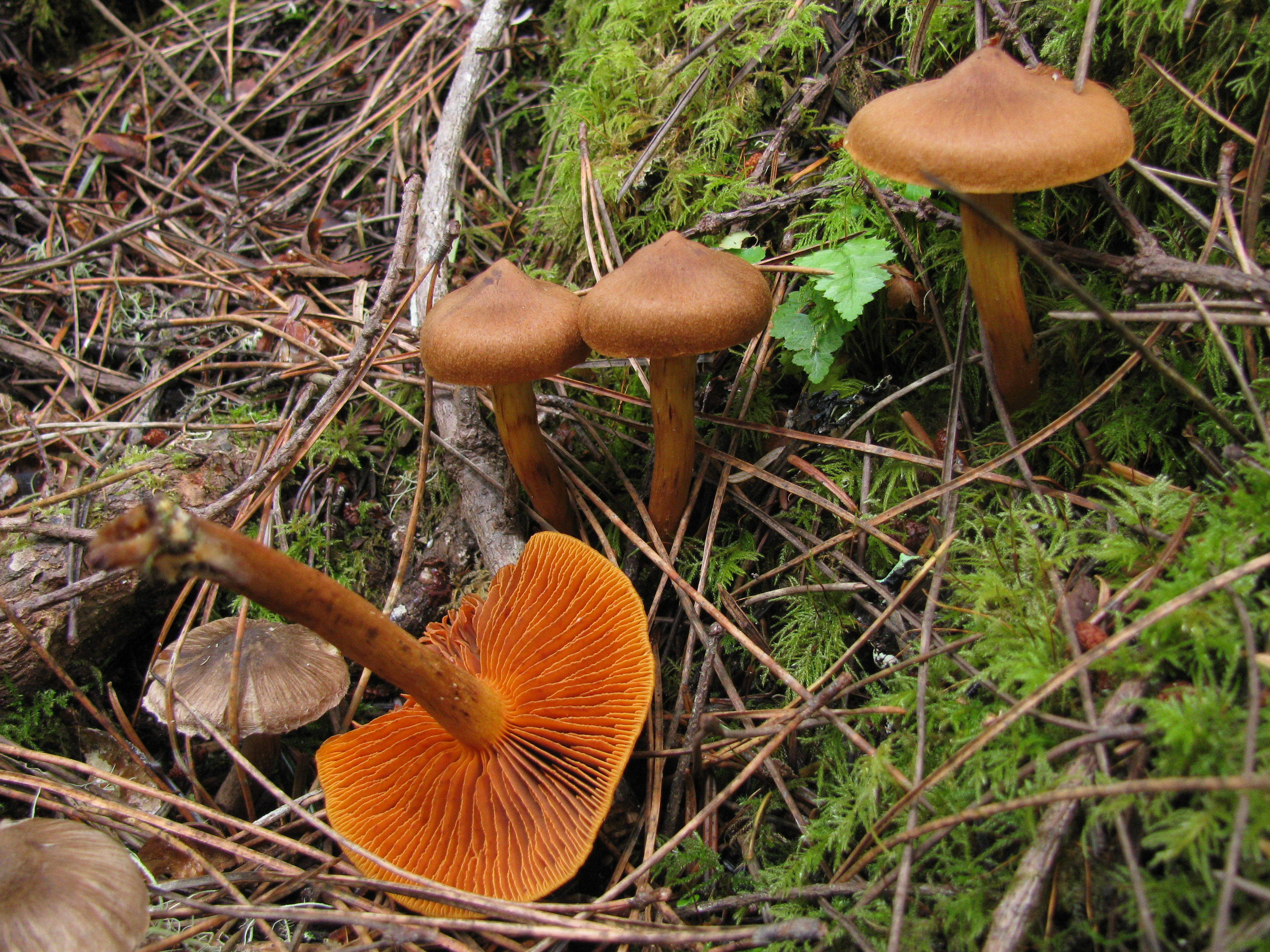
!!Cortinarius cinnamomeus!!
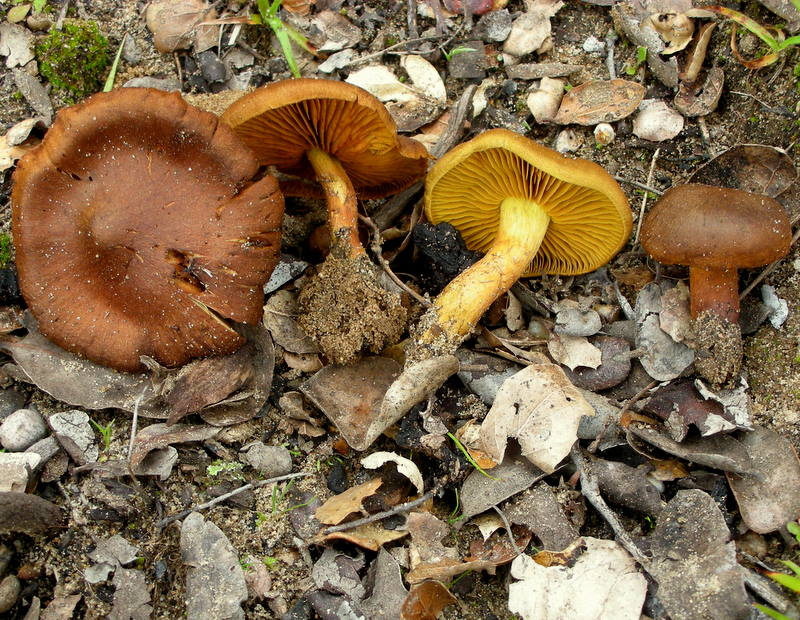
!!Cortinarius croceus!!
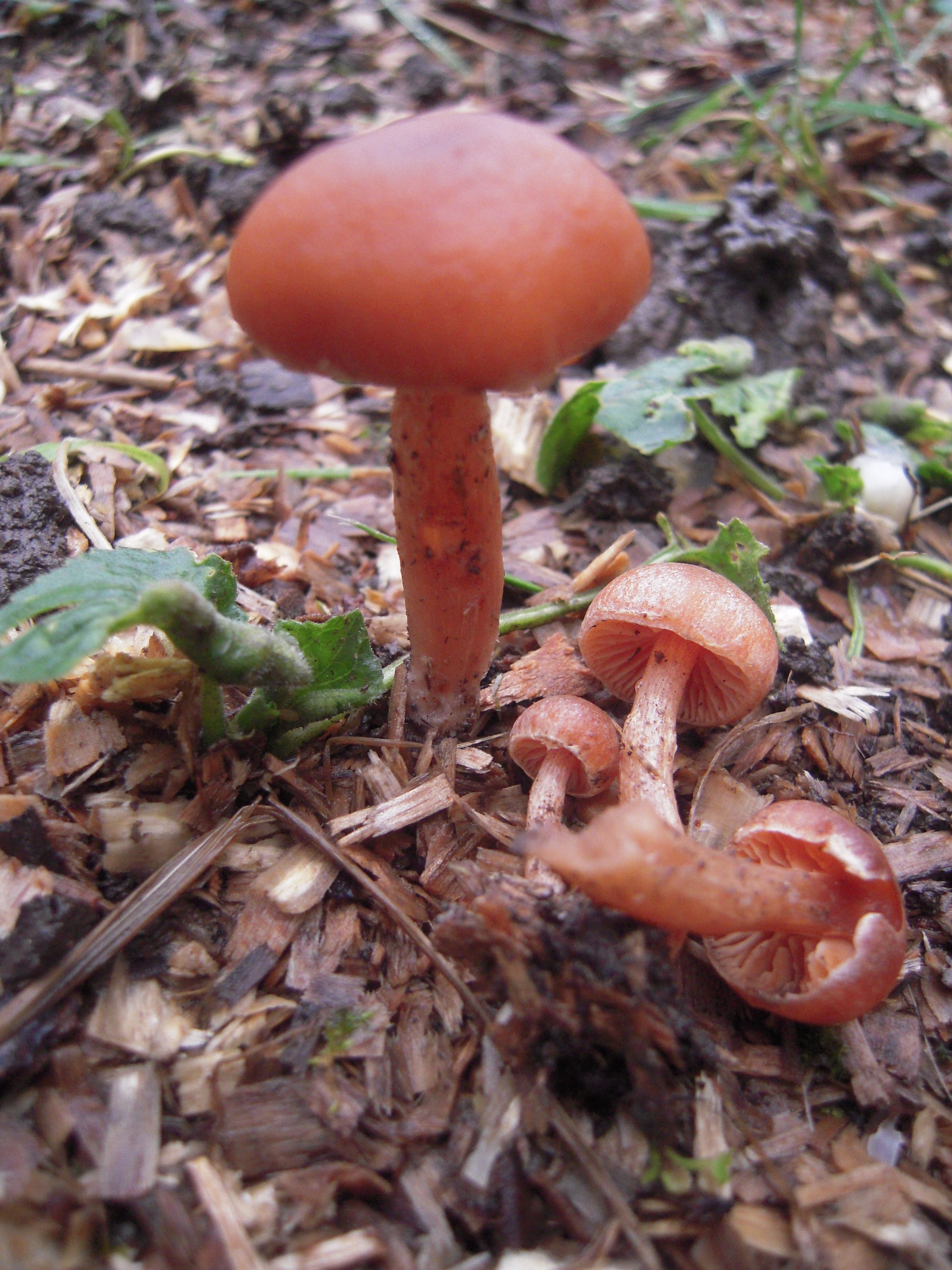
!Cortinarius damascenus!
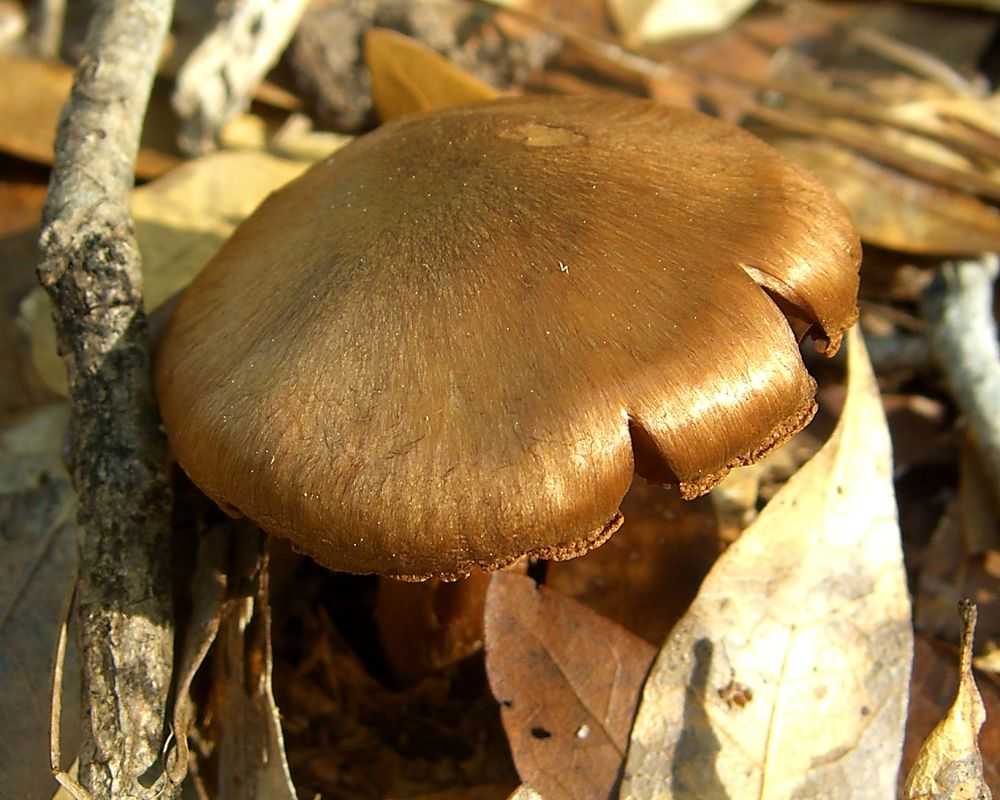
!Cortinarius laniger!
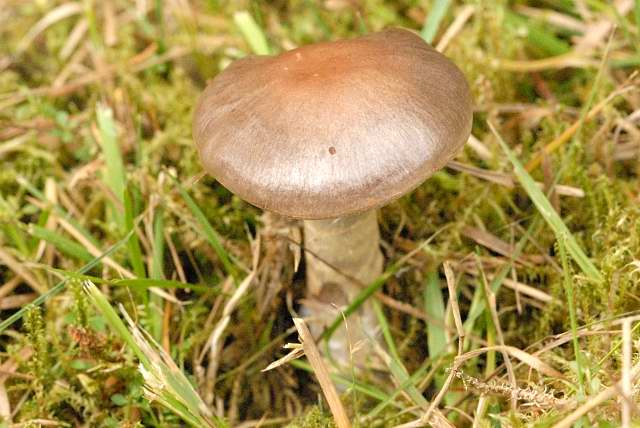
!Cortinarius malachius!
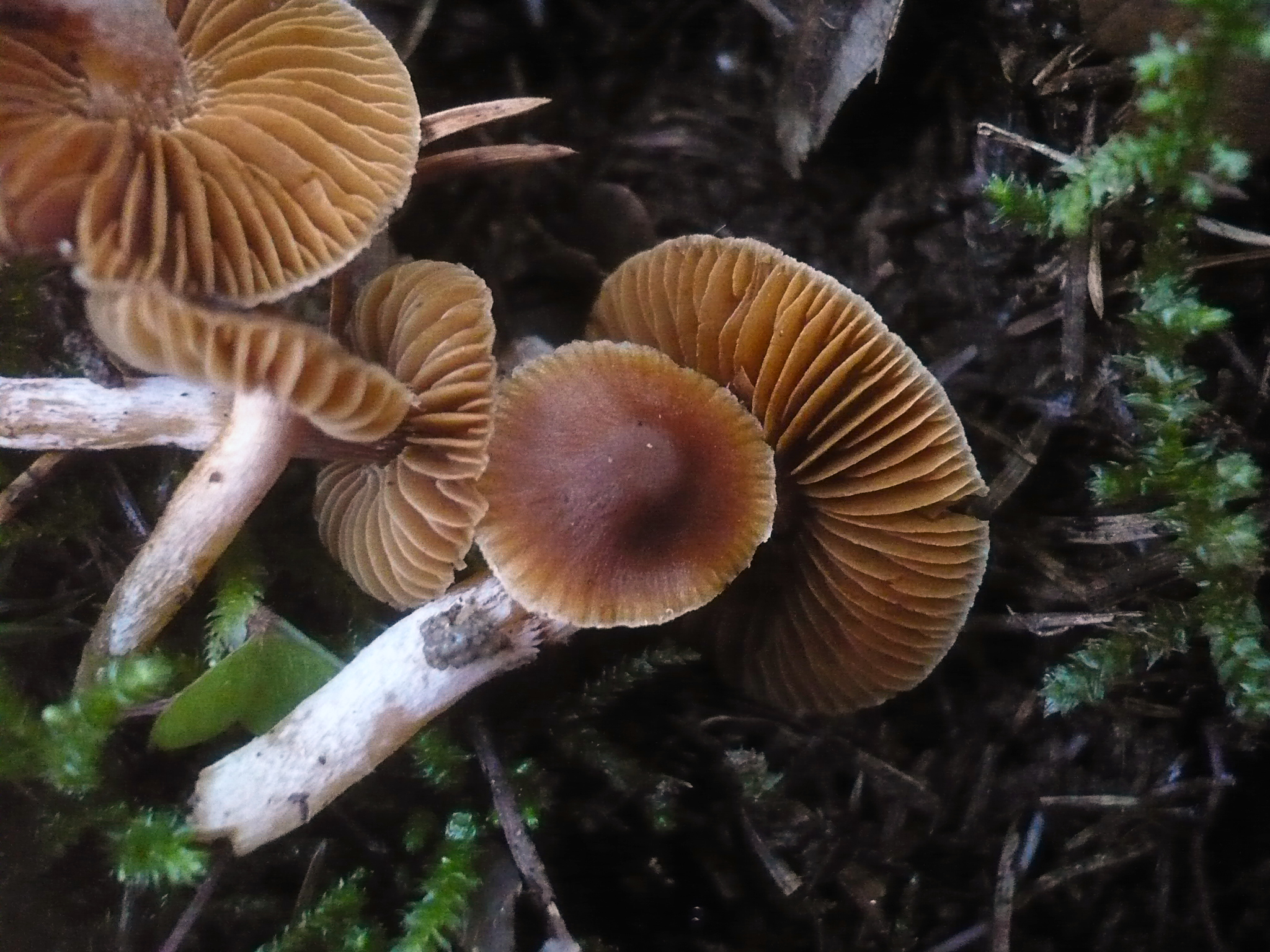
!Cortinarius obtusus!

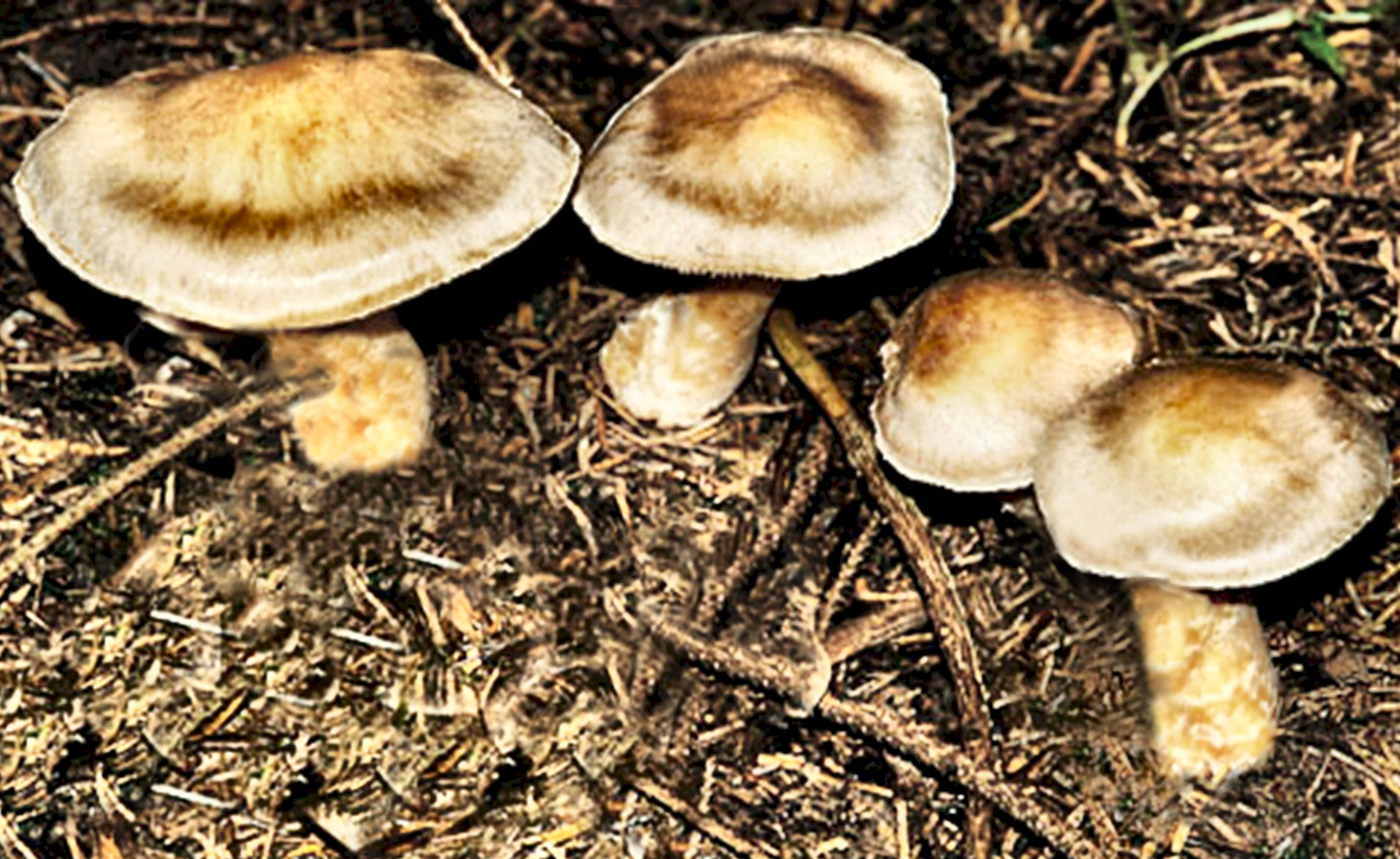
!Cortinarius poppyzon!
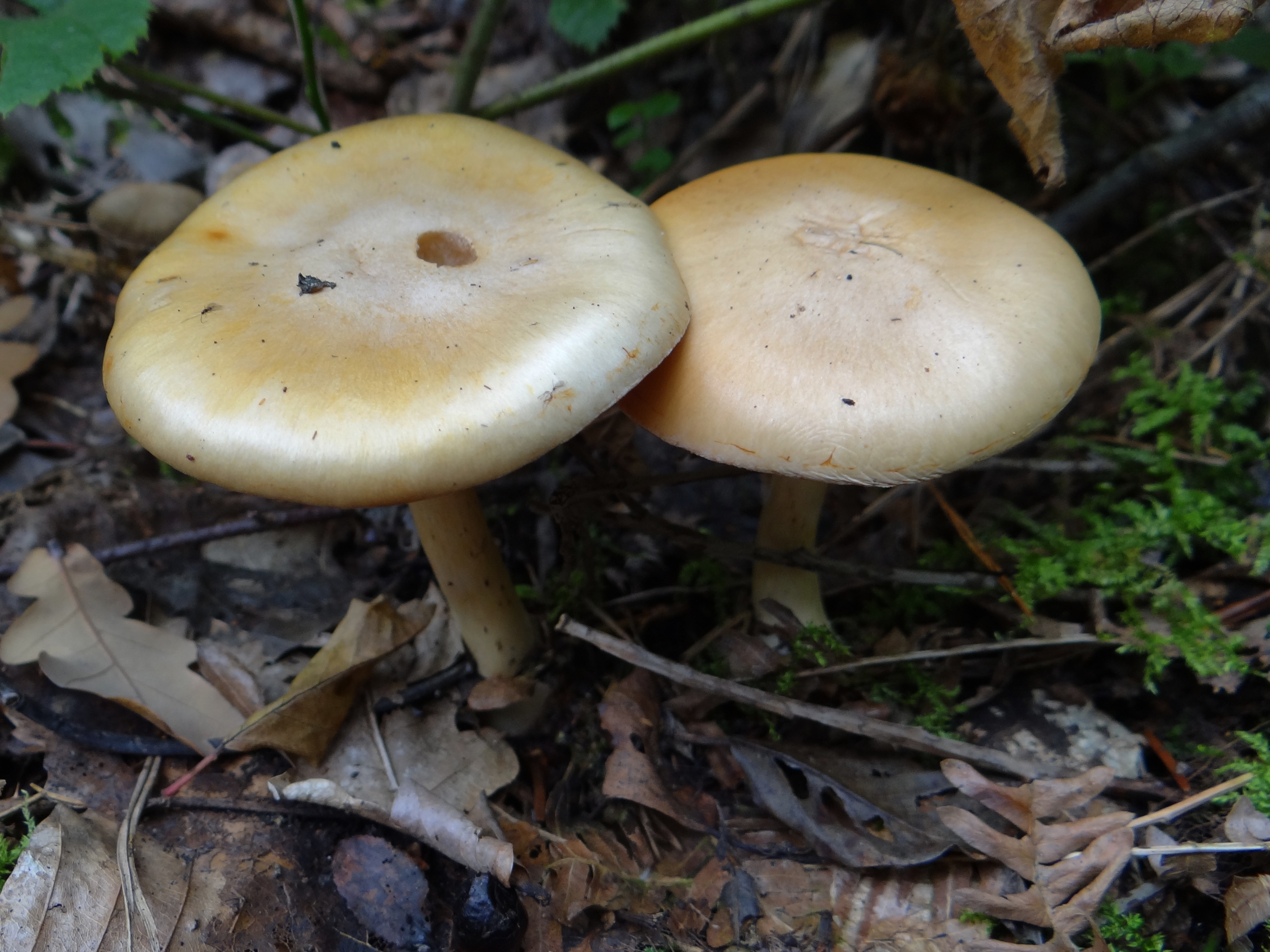
!Cortinarius rigens!
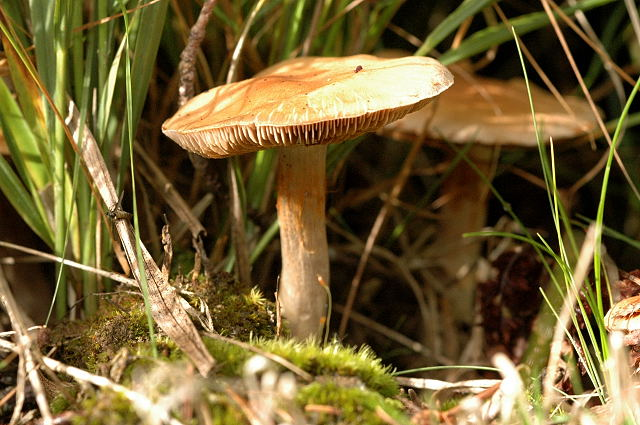
!Cortinarius subbalaustinus!
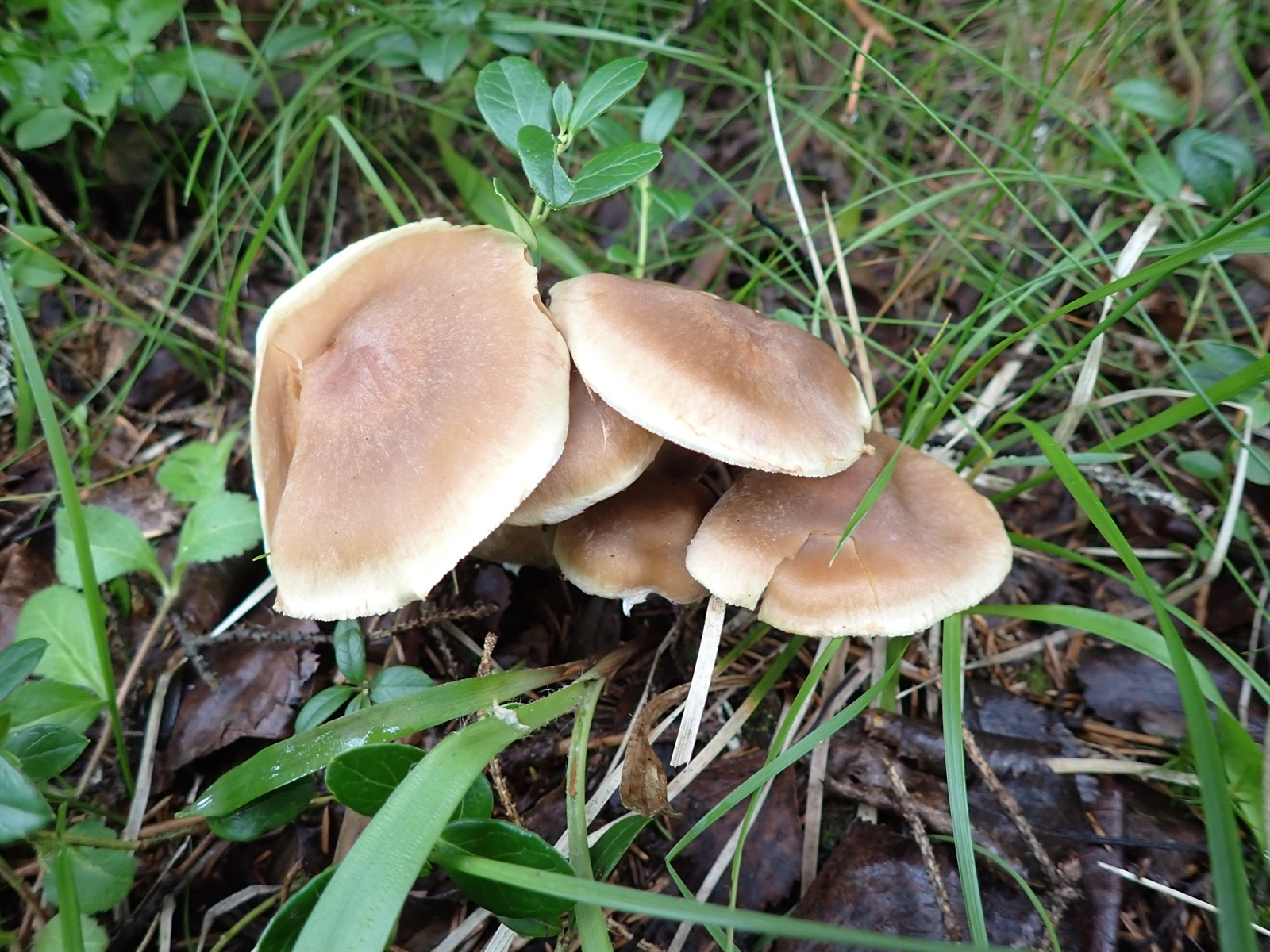
!Cortinarius triformis!
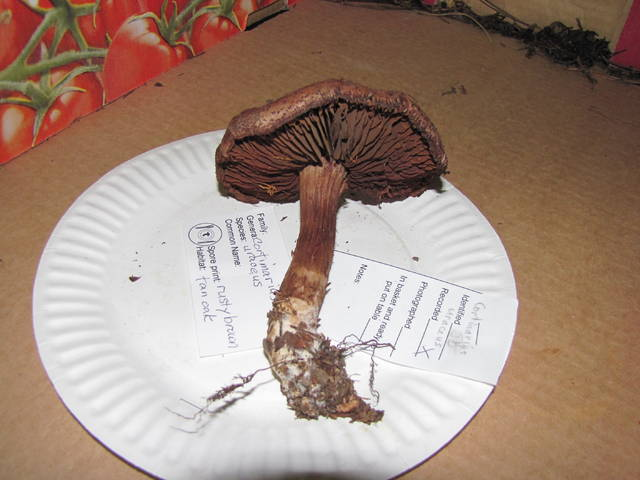
!Cortinarius uraceus!

## Valorificare
Cortinarius armeniacus nu este toxic, dar din cauza calității inferioare a cărnii necomestibil. În plus, specia poate fi confundată ușor cu unele otrăvitoare.